# Le Mesnil-sur-Blangy
Le Mesnil-sur-Blangy – miejscowość i gmina we Francji, w regionie Normandia, w departamencie Calvados.
Według danych na rok 1990 gminę zamieszkiwało 149 osób, a gęstość zaludnienia wynosiła 20 osób/km² (wśród 1815 gmin Dolnej Normandii Le Mesnil-sur-Blangy plasuje się na 737. miejscu pod względem liczby ludności, natomiast pod względem powierzchni na miejscu 685.).